# Sivatagi veréb

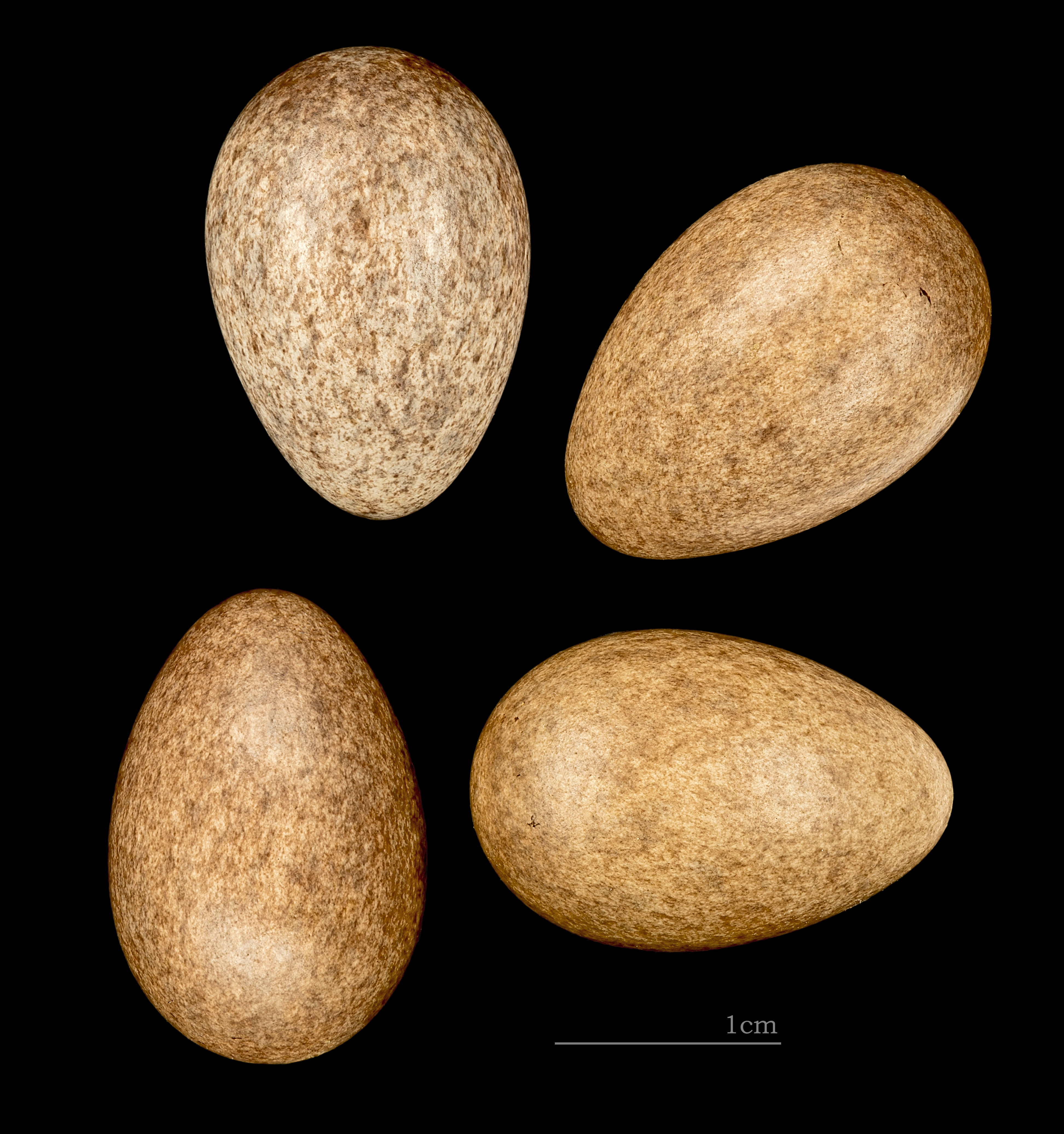
Passer simplex sahara

A sivatagi veréb (Passer simplex) a madarak osztályának verébalakúak (Passeriformes)  rendjébe és a verébfélék (Passeridae) családjába tartozó faj.

## Előfordulása
Algéria, Csád, Egyiptom, Líbia, Mali, Mauritánia, Marokkó, Niger, Szudán, Tunézia, Türkmenisztán és Üzbegisztán.

## Alfajai
- Passer simplex saharae Erlanger, 1899 - Líbia, Algéria és Csád
- Passer simplex simplex ( M. H. C. Lichtenstein, 1823) - Mauritánia, Mali, Egyiptom és Szudán
- Passer simplex zarudnyi Pleske, 1896 vagy önálló faj Passer zarudnyi néven - Türkmenisztán és Üzbegisztán

## Megjelenése
Szemsávja, torka és a csőre fekete. Lába sárgásbarna. Háta világosbarna, hasa fehéressárga.

## Életmódja
Magevő. Állandóan a fészkelőhelyén tartózkodik, nem vonuló.